# Nyearctia leucoptera
Nyearctia leucoptera là một loài bướm đêm thuộc phân họ Arctiinae, họ Erebidae.